# Larrousse LH95
A Larrousse LH95 egy soha nem versenyzett Formula–1-es versenyautó, amit a Larrousse csapat tervezett az 1995-ös Formula–1 világbajnokságra. Az autó már készen volt és tesztelték is, amíg a csapat 1995 áprilisában meg nem szűnt.

## Fejlesztése
Akárcsak elődjét, ezt is Robin Herd tervezte, a napvilágra került információk alapján megemelt, hegyes orral, és úgy, hogy egy megállapodás esetén akár a Peugeot motorjait is befogadhassa.
A Larrousse pénzügyi problémái miatt egyetlen kasztnit tudtak csak megépíteni. A csapat benevezett az 1995-ös bajnoki küzdelmekbe, de hogy ez ténylegesen is megvalósulhasson, egyesülnie kellett egy másik csapattal. Az első elképzelés a Lola volt, amely gyártott már kasztnit nekik korábban, a másik a Formula–3000-ben már sikeresen versenyző DAMS istálló volt, akiknek volt egy megépített Formula–1-es kasztnija, egy esetleges beszállásra felkészülve. A Lola nemet mondott, korábbi negatív tapasztalataikra hivatkozva, a DAMS-megállapodás pedig kútba esett, mert a csapattulajdonosok nem tudtak megegyezni.
A Larrousse ezért arra készült, hogy átépíti az előző évi autóját az új szabályoknak megfelelően, és közben vártak a francia állam kompenzációjára - ugyanis egy érvényben lévő jogszabály miatt nem fogadhattak el támogatást alkohol- és dohányipari cégektől. Gérard Larrousse kénytelen volt eladni csapata többségi tulajdonát két honfitársának, Laurent Barlesinek és Jean Messaoudi-nak, akik sikertelenül próbálkoztak saját csapat indításával. Az sem volt még egyértelmű, hogy kik lesznek a csapat pilótái:  Érik Comas, Emmanuel Collard, Elton Julian, Éric Hélary, Christophe Bouchut és Éric Bernard neve is szóba került.
Két héttel a szezonnyitó brazil nagydíj előtt derült ki, hogy a Larrousse nem kap pénzt a kormánytól. Ezért a csapat bejelentette, hogy az első két versenyen el sem indulnak, mert ahelyett, hogy költséges módon az előző évi autót módosítanák, inkább az új modellen dolgoznak. A pénzügyi helyzet azonban rossz volt, és emiatt a Ford-Cosworth megtagadta, hogy motort adjon nekik, ráadásul Patrick Tambay és Michel Golay beperelték Larrousse urat Franciaországban. A szponzornak kinézett Petronas pedig ahhoz a feltételhez kötötte a támogatását, hogy a csapat részt vesz-e egy versenyhétvégén.
Egy héttel a San Marinó-i nagydíj előtt a csapat hivatalosan is bejelentette, hogy visszalép, azokat okolva, akik nem biztosították a megígért pénzügyi támogatást. Ugyan ígéretet tettek egy 1996-os visszatérésre, azonban a rengeteg adósság és a folyamatban lévő perek ezt lehetetlenné tették. A csapat megszűnése a francia motorsportra nézve is nagy csapás volt, mert az AGS 1991-es megszűnése és a Ligier 1994-es tulajdonosváltása után újabb francia csapattal lett kevesebb.

## Forráshivatkozások
1. ↑  admin: The stillborn Larrousse LH95 (nl-NL nyelven). UnracedF1.com, 2018. július 16. (Hozzáférés: 2024. december 18.)
2. ↑  Latest Formula 1 Breaking News - Grandprix.com. www.grandprix.com. (Hozzáférés: 2024. december 18.)
3. ↑  Latest Formula 1 Breaking News - Grandprix.com. www.grandprix.com. (Hozzáférés: 2024. december 18.)
4. ↑  Latest Formula 1 Breaking News - Grandprix.com. www.grandprix.com. (Hozzáférés: 2024. december 18.)
5. ↑  Latest Formula 1 Breaking News - Grandprix.com. www.grandprix.com. (Hozzáférés: 2024. december 18.)
6. ↑  Latest Formula 1 Breaking News - Grandprix.com. www.grandprix.com. (Hozzáférés: 2024. december 18.)
7. ↑  A Larrousse-sztori… (magyar nyelven). Napi F1 sztori, 2020. április 9. (Hozzáférés: 2024. december 18.)